# Rodrigo Roncero
Rodrigo Roncero (* 16. února 1977 Buenos Aires) je bývalý argentinský ragbista, který hrál jako pilíř. V roce 2015 byl zvolen ragbyovými fanoušky jako nejlepší levý pilíř historie MS v ragby. Server Ruck ho vybral mezi nejlepší levé pilíře všech dob.
Na mistrovství světa 2007 si připsal s Argentinou zisk 3. místa. Kromě zápasu s Gruzií se účastnil všech zápasů, ve kterých byl v základní sestavě. Za svou zemi si zahrál v 55 zápasech a položil 6 pětek (1998–2012). Zúčastnil se i MS 2003 a MS 2011. V květnu 2010 odehrál jeden zápas za Barbarians.
Profesionální kariéru začal v anglickém celku Gloucester (2002–2004). S tímto klubem v sezoně 2002/03 zvítězil v Anglickém poháru. Posléze až do roku 2012 hrál za Stade Francais. V roce 2007 se stal vítězem nejvyšší francouzské ligy. Měl přezdívku RoRo a stal se lékařem.